# Michał Burczyński
Michał Burczyński (né en 1981) est un pilote de char à glace polonais.

## Palmarès

### Championnats du monde
- Médaille de bronze en 1999, à Montréal,  Canada
- Médaille de bronze en 2002, à Haapsalu,  Estonie
- Médaille d'or en 2006, à Säkylä,  Finlande
- Médaille d'or en 2010, au Lac de Neusiedl,  Autriche[1]
- Médaille d'argent en 2011, à Senachwine,  États-Unis
- Médaille d'argent en 2014, à Haapsalu,  Estonie[2]
- Médaille de bronze en 2015, au Lac Ontario,  Canada[3]
- Médaille d'argent en 2016, au lac Glan,  Suède[4]

### Championnats d'Europe
- Médaille d'argent en 2001
- Médaille de bronze en 2003
- Médaille d'or en 2004
- Médaille d'or en 2005
- Médaille d'argent en 2007
- Médaille de bronze en 2008
- Médaille de bronze en 2009
- Médaille d'argent en 2010[5]
- Médaille d'argent en 2015

## Décorations
- Croix d'or du Mérite polonais (Złoty Krzyż Zasługi) en 2010[6].